# Coliseo Gran Qhapaq Ñan
El Coliseo Gran Qhapaq Ñan, es un estadio cubierto multiusos ubicado en la ciudad de Cajamarca, Perú donde se realizan actividades artísticas y deportivas. Tiene una capacidad para 8000 personas y fue inaugurado en el año 2018. Está ubicado en la Avenida Atahualpa, carretera que une las ciudades de Cajamarca y Baños del Inca, enfrente de la Universidad Nacional de Cajamarca, formando parte del Complejo Qhapaq Ñan.

## Historia
Los trabajos de estudio del suelo para la construcción del estadio comenzaron en 2008, colocándose la primera piedra en 2010. Tras una serie de contratiempos por encontrarse ubicado el predio sobre una zona pantanosa, que hicieron que el costo de su edificación pasase de unos 11 millones de soles originalmente proyectados a los 55 millones que finalmente demandó, el estadio fue inaugurado el 24 de enero de 2018 con una ceremonia que incluyó un partido de voleibol entre la selección peruana infantil y la selección de Cajamarca.
El estadio cuenta con tres niveles de plateas para acomodar a la concurrencia, además de un piso certificado para competencias internacionales de futsal, vóley y básquet, y un cubo de pantallas LED de 120 pulgadas. En los tres pisos se pueden encontrar servicios higiénicos y de cafetería, mientras que el último de ellos cuenta con cabinas de radio y televisión. Asimismo, en el primer piso se encuentran instalaciones para gimnasios y otros deportes, como karate y taekwondo.
La construcción del estadio corrió por cuenta de la Municipalidad Provincial de Cajamarca, a excepción de los fondos para el terreno, los estudios técnicos y el equipamiento del coliseo, que fueron financiados a través del programa minero de solidaridad, constituido por aportes de la mina de Yanacocha.

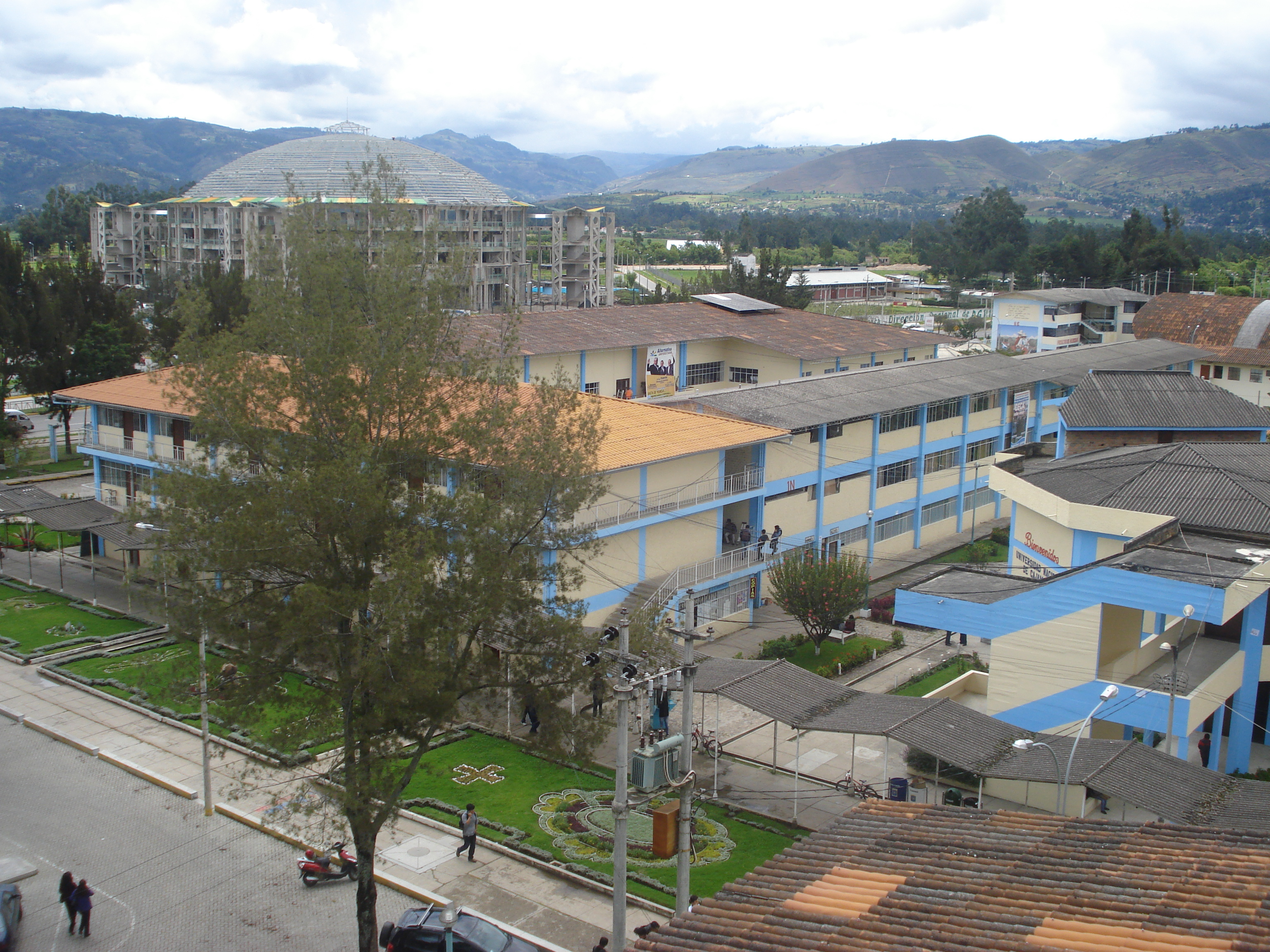
En primer plano, edificios de la Universidad de Cajamarca. Al fondo puede observarse el Coliseo, todavía en construcción

## Usos
El coliseo fue sede de dos competencias internacionales de voleibol, el Campeonato Sudamericano de Voleibol Femenino de 2019 y el Campeonato Sudamericano de Voleibol Femenino Sub-21 de 2022, pero en él también se realizan actividades comunitarias como campañas de vacunación contra el COVID-19 o albergue para personas varadas por los confinamientos durante la pandemia.